# إدموند هيل
إدموند هيل (بالإنجليزية: Edmund Hill) هو قائد منطاد ‏ وضابط أمريكي، ولد في 26 أبريل 1896 في نيو لندن في الولايات المتحدة، وتوفي في 1 مايو 1973.